# Olle Adolphsons minnespris
Olle Adolphsons minnespris instiftades 2004 som Olle Adolphsons minnesfond till minne av trubaduren Olle Adolphsons bortgång och utdelas i samverkan med Kungliga Musikaliska Akademien vartannat år på hans födelsedag den 2 maj. Priset är på 75 000 kronor (tidigare 50 000 kronor) och delas ut för betydande insatser inom den visdiktningens område. Dessutom utdelas även Olle Adolphson-stipendiet på 25 000 kronor till lovande personer inom svensk viskonst. Året 2020 valde Akademien att dela ut tre extra stipendier med anledning av de restriktioner som drabbat artistlivet under coronakrisen.

## Mottagare av minnespriset
- 2005 – Lars Forssell
- 2006 – Sven-Bertil Taube
- 2007 – Gunnar Eriksson
- 2008 – inget pris utdelades
- 2009 – Märta Ramsten
- 2010 – inget pris utdelades
- 2011 – inget pris utdelades
- 2012 – Lisa Nilsson[4]
- 2014 – Georg Riedel
- 2016 – Monica Dominique[5]
- 2018 – Kjell Andersson[6]
- 2020 – Ola Magnell[7]
- 2022 – CajsaStina Åkerström
- 2024 – Mikael Wiehe[8]

## Mottagare av stipendiet
- 2007 – Ola Sandström
- 2008 – Hanna Åberg
- 2009 – Jimmy Ginsby
- 2014 –  Johannes Larsson
- 2016 – Sångensemblen Amanda
- 2018 – Amanda Ginsburg[6]
- 2020 – Frida Ånnevik[7]
- 2020 – Louise Hoffsten[3]
- 2020 – Elona Planman[3]
- 2020 – Harald Svensson[3]
- 2021 – Jan-Olof Andersson
- 2021 – Pernilla Andersson
- 2021 – Stina Nordenstam
- 2021 – Anders Widmark

- 2024 -  Jenny Almsenius